# الحرازي (المحويت)

تعديل مصدري - تعديل

الحرازي هي إحدى قرى عزلة العرقوب بمديرية المحويت التابعة لمحافظة المحويت، بلغ تعداد سكانها 73 نسمة حسب تعداد اليمن لعام 2004.